# Las chivas rayadas (película)
Las chivas rayadas es una película de comedia familiar, deporte, acción y aventura mexicana de 1964, dirigida por Manuel Muñoz Rodríguez y protagonizada por Antonio Espino «Clavillazo», Dacia González, Sara García, Emily Cranz y Yolanda Ciani. Fue seguida por una secuela lanzada el mismo año, titulada Los fenómenos del fútbol, junto con Kitty de Hoyos, quien sería el reemplazo de Cranz en el reparto. 
Esta película se dio como homenaje al equipo de fútbol Guadalajara que por ese entonces era considerado El Campeonísimo del fútbol mexicano. Su producción empezó en 1962 y se estrenó el 3 de abril de 1964. Esta película fue filmada en la ciudad mexicana de Guadalajara, Jalisco, así como en ciertas locaciones de la Ciudad de México. Se encuentra en su totalidad en formato blanco y negro, y en lenguaje español.

## Trama
La historia es una especie de homenaje al equipo de fútbol CD Guadalajara, donde el hermano menor de cuatro, Rogaciano Reyes (Clavillazo) logra cumplir su sueño de jugar para las Chivas Rayadas, mientras ayuda a su hermano mayor a mejorar su carrera como portero, a su otro hermano, un sacerdote, a tener oportunidades como luchador y torero, y a su hermana como cantante, todo ante los ojos de su estricta madre Doña Pancha (Sara García).

## Reparto
- Antonio Espino «Clavillazo» como Rogaciano «Chano» Reyes
- Dacia González como Guadalupe «Lupita» Reyes
- Eric del Castillo como José «Pepe» Reyes
- Sara García como Doña Pancha
- Emily Cranz como Lucy
- Ernesto Alban como Padre Agustín
- Humberto Moro como Humberto
- Jaime Fernández como El Abogado
- Yolanda Ciani como Dorita
- José Luis Aguirre «Trotsky» como El Mudo
- Miguel Arenas como Don Eustaquio
- Agustín Isunza como Angelito, esbirro del Abogado
- Ángel Fernández como Locutor
- Armando Acosta como policía
- Víctor Manuel Castro como Entrenador
- Fidel Ángel Espino como Don Ramón
- Adolfo Aguilar como Médico
- José Luis Fernández como Bravucón en estadio
- Regino Herrera como Miembro de coro
- Vicente Lara como Miembro de coro
- Nathanael León «Frankenstein» como Colmillo
- José Luis Moreno como Hombre en estadio
- Rubén Márquez como Espectador de estadio
- Antonio Padilla «Pícoro» como Anunciador de ring
- Humberto Rodríguez como Anciano en restaurante
- Margot Wagner como Mujer en confesión
- José Wilhelmy como Cómplice de Colmillo
- Gerardo Zepeda como Luchador

En el rodaje participaron varios jugadores del Club Deportivo Guadalajara, entre ellos:
- Salvador «Chava» Reyes
- Jaime «El Tubo» Gómez
- Ignacio «El Cuate» Calderón
- Arturo Chaires
- Isidoro «El Chololo» Díaz
- Jaime «El Tubo» Gómez
- Héctor Hernández
- Francisco «Paco» Jara
- Juan Jasso
- Sabás Ponce
- Guillermo «El Tigre» Sepulveda
- Javier «El Cabo» Valdivia
- José «Jamaicón» Villegas
- Y el portero de la Selección de fútbol de México, Antonio «La Tota» Carbajal.